# هالف بيتبول
هار بيتبول (مواليد 20 أغسطس 1994) هو لاعب كرة قدم برازيلي لعب سابقاً في نادي جدة.

## وصلات خارجية
- هار بيتبول على موقع رابطة كرة القدم اليابانية للمحترفين (اليابانية)
- هار بيتبول على موقع قاعدة بيانات كرة القدم.إي يو (الإنجليزية)
- هار بيتبول على موقع Soccerway.com (الإنجليزية)
- هار بيتبول على موقع عالم كرة القدم.نت (الإنجليزية)